# Сегозеро
Сѐго̀зеро (на руски: Сегозеро, остар. Сег-езеро; на карелски: Seesjärvi) е езеро в Европейската част на Русия, Република Карелия. С площ от 815 km² е 5-о по-големина езеро в Република Карелия и 15-о по големина в Русия.

## Географска характеристика

### Географски показатели
Сегозеро е разположено в крайната северозападна част на Източноевропейската равнина, в централната част на Република Карелия, на 120 m н.в. То е най-горният водоем в речната система на река Сегежа, вливаща се в Бяло море и е част от Сегежкото водохранилище.
Котловината на езерото е с ледниково-тектонски произход. Сегозеро има удължена форма от северозапад на югоизток с дължина 49 km и ширина 35 km от югозапад на североизток. Има силно изрязана брегова линия с множество заливи и полуострови. Бреговете му са разнообразни: от високи и скалисти до ниски и заблатени, като преобладават високите и каменистите, обрасли с иглолистни гори. Като цяло районът на езерото е слабо усвоен и труднодостъпен. В Сегозеро има над 70 острова с обща площ от 29 km2, разположени основно в северната му част.
До 1957 г. когато е изградена преградната стена река Сегежа, която изтича от североизточния ъгъл на езерото при село Попов Порог площта на езерото е била 753 km² (с островите 782 km²), а нивото на водата се намирало на 113,7 m н.в. След изграждането на преградната стена нивото на Сегозерското водохранилище се повишава до 119,9 m, площта става 815 km², обемът 4,7 km³, а залятата плащ 62 km².
Сегозеро е сравнително дълбоко езеро. До изграждането на водохранилището около 19% от водната площ е имала дълбочина от 0 до 10 m, 18,7% – от 10 до 20 m, 36,9% – от 20 до 30 m, 15,6% – от 30 до 40 m, 5,7% – от 40 до 50 m, 3% – от 50 до 60 m, а 1% – дълбочина под 60 m. Най-дълбоката е северната част на езерото, с преобладаващи дълбочини от 40 до 50 m и тук във входа на залива Орчунгуба се намира и най.дълбоката му точка от 10 m. Югозападните и централните части на езерото са плитки с дълбочина до 10 m. Значителна част от дъното на езерото е покрито със сиво-зелена и кафява тиня, започваща от дълбочина под 15 – 20 m. На дълбочина до 10 m дъното е предимно пясъчно.

### Водосборен басейн
Водосборният басейн на Сегозеро е сравнително малък – 7480 km2. В езерото се вливат множество реки, като най-големи от тях са: Лужма (Селецкая), Волома (Сона), Санда, Пюлва и др. Годишният обем на речна вода в езерото се равнява на 2,155 km³, като 0,755 km³ постъпват по време на пролетно-летния сезон по време на пълноводието на реките. От североизточния ъгъл на езерото изтича река Сегежа, която след като премине през езерото Вигозеро при град Беломорск се влива в Бяло море.

### Хидроложки показатели
През лятото температурата на водата на повърхността се загрява до 13 – 17 °C, а в заливите – над 19 °C. На дълбочина под 40 m през лятото температура е постоянна – 5 – 6 °C.
Сегозеро замръзва през декември, а се размразява през май. Минерализацията на водата е малка – до 40 мгр/л. Прозрачността на водата през лятото в откритите участъци на езерото е 4,3 – 5,2 m, а в заливите 2,3 – 3,2 m. Цветът е светложълт или жълт.

## Стопанско значение и населени места
Водите на езерото се използват за превозване на дървен материал и корабоплаване. На брега на езерото са разположени 6 малки села: Попов Порог (при изтичането на река Сегежа), Падани, Термани и Погост на западния бряг, Карелская Маселга и Великая Губа на югоизточния бряг. Като цяло водосборния басейн на езерото и самото езеро са слабо засегнати от промишлени замърсители.

## Топографски карти
- Лист от карта P-36-III,IV Муезерский. Мащаб: 1 : 200 000. Указать дату выпуска/состояния местности.
- Лист от карта P-36-IX,X Поросозеро. Мащаб: 1 : 200 000. Указать дату выпуска/состояния местности.
- Лист от карта P-36-XI,XII Медвежьегорск. Мащаб: 1 : 200 000. Указать дату выпуска/состояния местности.